# Dead Clade Walking
L'expressió Dead Clade Walking (en anglès, 'Clade Mort que Camina') es refereix al fet que alguns clades (grups) d'organismes que sobreviuen a una extinció massiva o bé s'extingeixen uns quants milions d'anys després d'aquesta extinció o bé no aconsegueixen recuperar-se en termes de quantitat i de diversitat.
L'expressió fou encunyada per David Jablonski el 2002 com a referència a la pel·lícula Dead Man Walking, el títol de la qual està basada en una expressió típica de l'argot de presó dels Estats Units que es refereix a l'última caminada d'un presoner condemnat vers la cambra d'execució.
Jablonski descobrí que el ritme d'extinció dels invertebrats marins era significativament més alt en l'estatge següent a una extinció massiva que en els estatges precedents (un estatge faunístic és una subdivisió d'una època geològica, que sol durar entre dos i deu milions d'anys). La seva anàlisi es concentrà en els mol·luscs marins, car representen el grup més abundant de fòssils i, per tant, tenen una menor probabilitat d'induir errors de mostratge. Jablonski suggerí que dues explicacions possibles mereixien un estudi més detallat:
- Els medis físics de la postextinció diferien dels medis preextinció en maneres que resultaven desavantatjoses pels dead clades walking.
- Els ecosistemes que apareixien després de la recuperació d'una extinció massiva podrien haver estat menys favorables pels dead clades walking.[1]